# ケーニヒハイム
ケーニヒハイム (ドイツ語: Königheim、 ドイツ語発音) はドイツ連邦共和国バーデン＝ヴュルテンベルク州マイン＝タウバー郡に属す町村（以下、本項では便宜上「町」と記述する）。

## 地理

### 位置
この町はタウバービショフスハイム南西のブレームバッハ川沿いに位置する。

### 自治体の構成
かつては独立した自治体であったブレーメン、ギシヒハイム、ピュルフリンゲンがケーニヒハイムに属す。

## 歴史

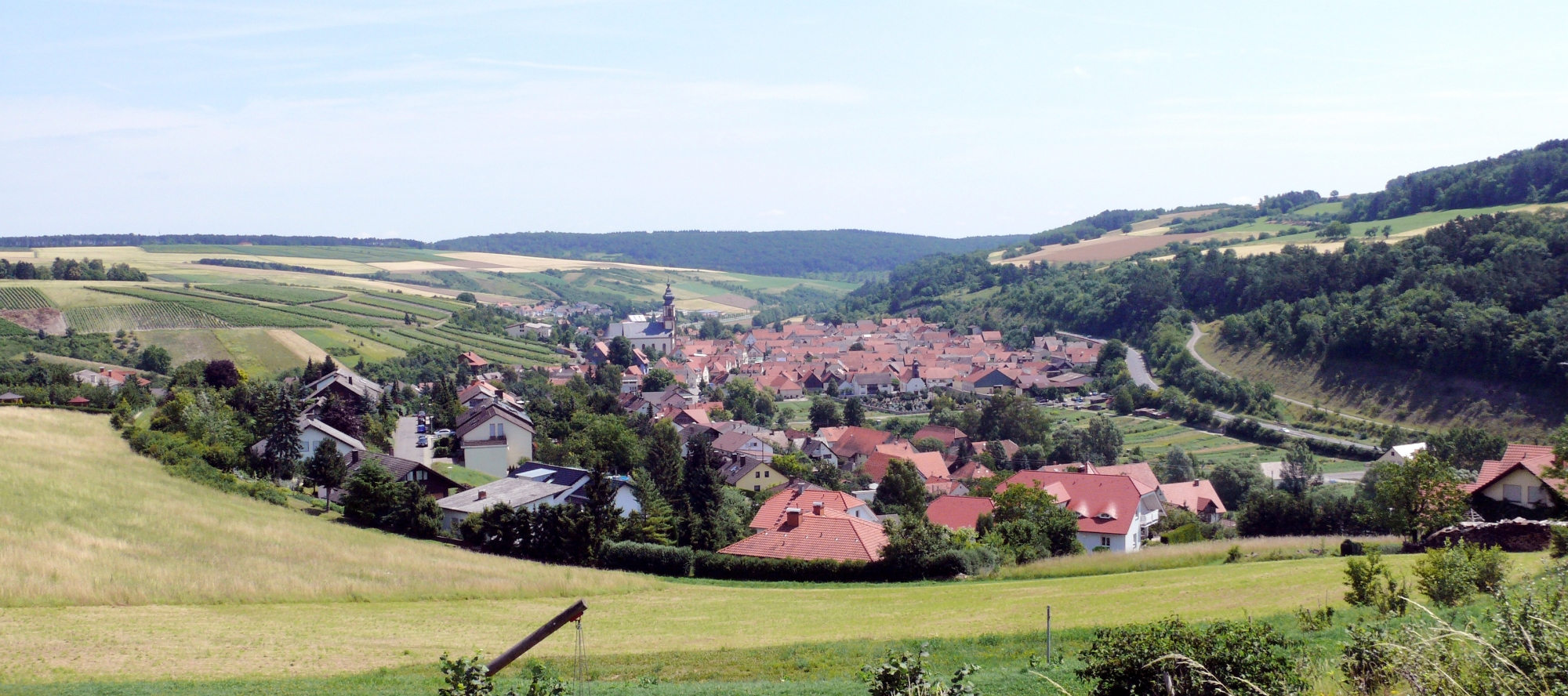
ケーニヒハイム

ケーニヒハイムは1149年に初めて文献上に記録されている。1422年に市場開催権を獲得した。1585年まではヴュルツブルク司教領に属したが、それ以降はマインツ選帝侯領に移された。帝国代表者会議主要決議に基づく世俗化により1803年にこの村はライニンゲン侯領の所属となり、1806年にライン同盟によりバーデン大公領に移された。大公国では初めベツィルクスアムト・タウバービショフスハイム（ベツィルクスアムトは当時の地方行政区分）に属した。このベツィルクスアムトは1938年に同名の郡となった。1973年にこの郡は廃止され、ケーニヒハイムは新設されたタウバー郡に編入された。この郡は翌年にマイン＝タウバー郡と改名された。
1938年11月の迫害運動の際に、ユダヤ人組織が所有するシナゴーグは突撃隊により破壊された。礼拝の対象物はシュテルン広場において公開で焼却された。シナゴーグ跡であるミュンツガッセ2番地の建物には、この事件を記念するプレートが掲げられている。
1984年6月21日に激しい雨が降りブレームバッハ川が氾濫し深刻な被害をもたらした。雨は昼頃に降りだし、わずか30分後にはギシヒハイム遊水池に54m3/sの勢いで流れ込んだ。流れ込む水量が100 - 120m3/sに達した17時頃に洪水が起き、郡の防災警報機が作動した。ドイツ連邦軍、ドイツ人命救助協会、消防団、技術救助隊が投入された。この洪水の被害額は3900万ユーロに及び、死者9名、負傷者30名、被害家屋130棟、さらには55頭の牛馬や700頭の豚も犠牲となった。

### 宗教
ケーニヒハイム地区の住民の多くはカトリック信者である。ギシヒハイム地区やピュルフリンゲン地区の住民はほぼ完全にカトリック信者であるが、ブレーメン地区ではプロテスタントが優勢である。
ケーニヒハイム地区とギシヒハイム地区にはユダヤ教組織もあった。ギシヒハイムの最後のユダヤ人は1927年に現在も残るユダヤ人墓地に葬られた。ケーニヒハイムのユダヤ人住民の一部はナチス独裁時代の初期まで見逃されていたが、やがてバーデンの他の町のユダヤ人達と共に初めはGurs収容所へ送られ、そこであるいはその後に連行された強制収容所で命を奪われた。

### 町村合併
- 1972年1月1日: ギシヒハイム、ブレーメン
- 1973年12月31日: ピュルフリンゲン

### 地区

#### ブレーメン
ブレーメンは1239年に初めて文献に記録されている。この集落は初めはボックスベルクに属していた。ローゼンベルク家やハッツフェルト伯を経由してこの村は1730年にレーヴェンシュタイン＝ヴェルトハイム伯の所領となり、1806年までこの伯領に所属した。ライン同盟の成立に伴いバーデン大公領に移された。

#### ギシヒハイム
ギシヒハイムは1013年のアモールバッハ修道院の記録に初めて記録されている。しかしブレーメンとギシヒハイムの境界付近にあるケルト時代の砦跡は、この地域の定住が紀元前から行われていたことを示している。様々な領主に属した後、18世紀にベッテンドルフ男爵家の所領となり、1806年にバーデン大公領となった。

#### ピュルフリンゲン
ピュルフリンゲンは、788年にはすでにロルシュ文書に最初の記録が見られる。この地区は現在の町内で最も古い地区である。1050年頃からヴィルヴァースハイム家（= ピュルフリンゲン家）がこの村を治めたが 、その後ヴュルツブルク司教領となった。特筆すべきは、この村のミニステリアーレであったハインリヒ1世フォン・ビルヴァースハイムがバンベルク司教（1242年 - 1257年）となったことである。1287年から1597年までピュルフリンゲンはヴェルトハイム伯領に属し、その後ヴュルツブルク司教領に戻された。世俗化により1803年にこの村はライニンゲン侯領の所属となり、1806年にバーデン大公領に移された。

#### ヴァイカーシュテッテン
連邦道B27号線沿いにあるヴァイカーシュテッテンは、ほとんどが農業を営む人口50人の小集落である。集落の中心には小さな礼拝堂があり定期的に祭事が行われている。

## 行政

### 首長
第二次世界大戦後の町長を列記する。
- 1945年 - 1948年: カール・ヨーゼフ・トラボルト
- 1948年 - 1972年: ヨーゼフ・ホニケル
- 1972年 - 1992年: ヨーゼフ・シュテファン
- 1992年 - 2016年: エーヴァルト・ヴォルパート
- 2016年 - : ルートガー・クルーク

クルークは2016年9月25日の選挙で 66.8 % の票を獲得して町長に選出された。

### 議会
ケーニヒハイムの町議会は19議席からなる。

### 紋章
ケーニヒハイムの紋章は赤地に金のポット (Kanne) である。これはケーニヒハイムの古名が「カンネンハイム」(Kannenheim) であった事に由来する。ギシヒハイムの紋章は赤地に銀のリングが描かれている。

### 姉妹都市
- シャイフリングおよびザンクト・ローレンツェン・バイ・シャイフリング（ともにオーストリア、シュタイアーマルク州）1971年

## 文化と見所

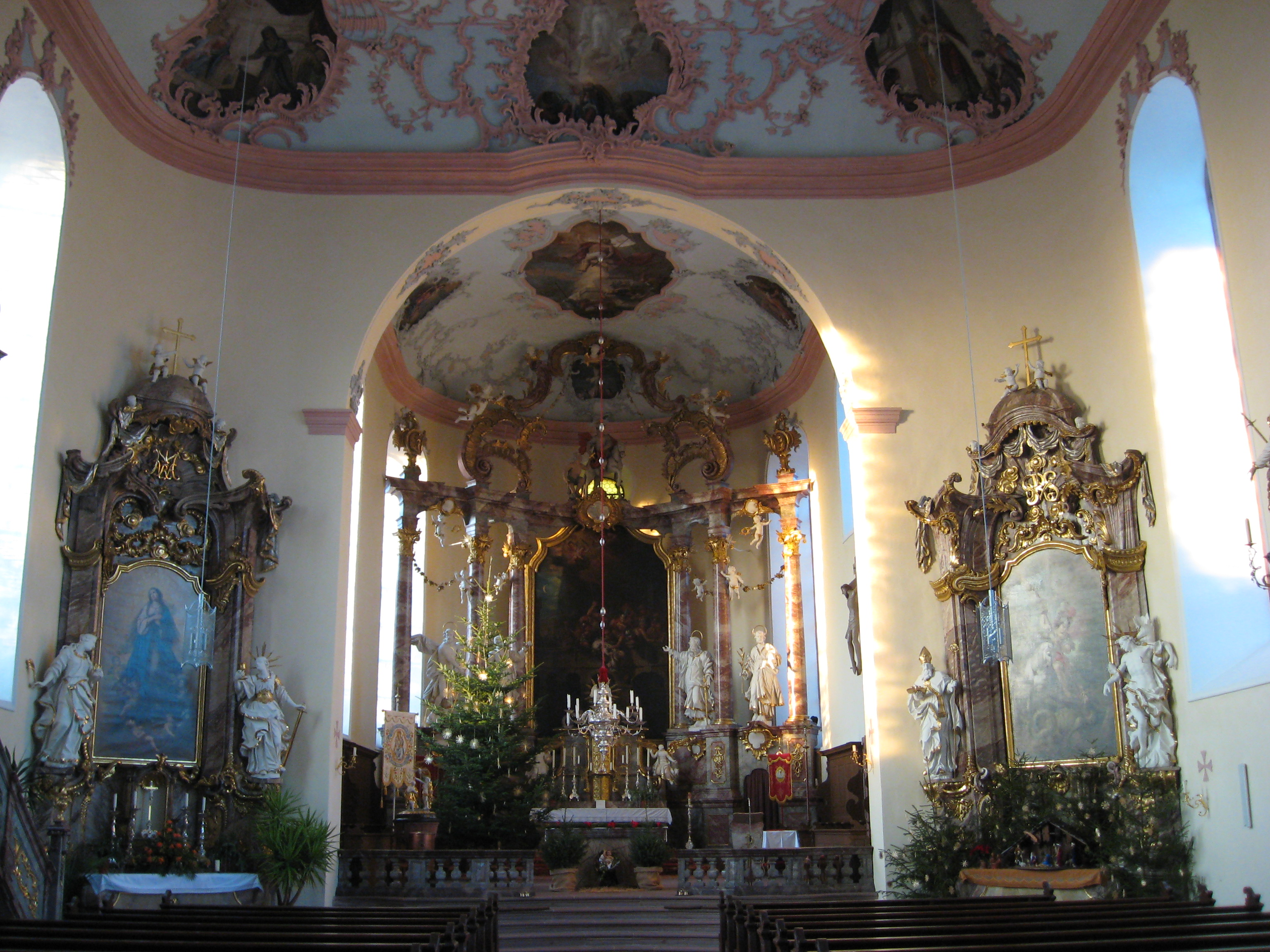
ケーニヒハイムの聖マルティン教会内部

### 建築
ケーニヒハイムの中心にバロック教会聖マルティン教会がある。この教会は、バルタザール・ノイマンの弟子のミヒャエル・アントン・ミュラーの設計に基づき1755年から1756年に建設された。ミュラーは、師匠であるノイマンのトリアーの聖パウリン教会の設計を参考にファサードの造形や祭壇室の拡張を行い、特に主祭壇のチボリウム（天蓋部）は特筆に値する。この教会は最近改修工事がなされた。この教会の壁にはティルマン・リーメンシュナイダーの作品であるオリーブ山の群像がある。ギシヒハイムにはバロック建築の城館と礼拝堂（守護聖人礼拝堂）がある。また集落のあちこちにやはり多くがバロック様式のキリスト十字架像が見られる。ギシヒハイムの墓地はバロック時代に囲い壁が造られた。ギシヒハイムにはイスラエル様式の墓地もある。

## 経済と社会資本
ケーニヒハイムは約100haの広さのブドウ畑を持つワイン製造の町である。

### 交通
1914年からケーニヒハイムはタウバービショフスハイムへの鉄道によって広域鉄道網に接続していた。しかし、この路線は1968年に廃線となった。

### 教育
ケーニヒハイムには基礎課程・本課程学校であるキルヒベルクシューレがある。ギシヒハイムにも基礎課程学校がある。

## 人物

### 出身者
- ヴィルヘルム・ヴァイガント（1862年 - ）作家、美術教授。

## 引用
1. ↑  Statistisches Landesamt Baden-Württemberg – Bevölkerung nach Nationalität und Geschlecht am 31. Dezember 2023 (CSV-Datei)
2. ↑  Das Land Baden-Württemberg. Amtliche Beschreibung nach Kreisen und Gemeinden. Band IV: Regierungsbezirk Stuttgart, Regionalverbände Franken und Ostwürttemberg. Kohlhammer, Stuttgart 1980, ISBN 3-17-005708-1. S. 351–354
3. ↑  Gedenkstätten für die Opfer des Nationalsozialismus. Eine Dokumentation, Bd.I, Bonn 1995, S. 52, ISBN 3-89331-208-0
4. ↑   Geschichte von Pülveringen